# معاهدة بكين
معاهدة بكين أو معاهدة بكين الأولى (تمييزاً لها عن المعاهدة الثانية) هو اسم يُصطَلح على إطلاقه على ثلاث معاهداتٍ غير متكافئة متشابهة وُقِّعت بين مملكة تشينغ الصينية من جهةٍ وبريطانيا العظمى والإمبراطورية الفرنسية والإمبراطورية الروسية من جهةٍ أخرى.

## الخلفية
في 18 أكتوبر عام 1860 وخلال ذروة حرب الأفيون الثانية تمكَّن الجنود البريطانيون والفرنسيون من دخول المدينة المحرمة في بكين، ملحقين هزيمةً ساحقةً بالصين. أجبر الإمبراطور الصيني الأمير جونغ إثر ذلك لتوقيع معاهدتين غير متكافئتين نيابةً عن مملكة تشينغ مع لورد إلجن وبارون غروس، ممثلي بريطانيا وفرنسا على التوالي. لم يكن هناك ممثلون لروسيا آنذاك، إلا أن الإمبراطور أجبر على توقيع معاهدة أخرى معها لاحقاً.
قضى في البداية مُخطَّط بريطانيا وفرنسا بإضرام النيران في المدينة المحرَّمة، كعقابٍ لمملكة تشينغ على سوء معاملتها للأسرى الأوروبيين فيما سبق. إلا أنَّ ذلك كان سيهدّد إمكانية توقيع المعاهدة، فتقرَّر تبديل الخطة إلى إحراق حديقتين إمبراطوريَّتين عوضاً عن ذلك. وقعت معاهدتا بريطانيا وفرنسا في مقر وزارة الشعائر الدينية جنوب المدينة المحرمة مباشرةً، وذلك في 24 أكتوبر عام 1860.

## الشروط
كانت بريطانيا العظمى قد استأجرت المنطقة المعروفة باسم شبه جزيرة كولون منذ شهر مارس عام 1860، فقضت معاهدة بكين بتنازل الصين عنها نهائياً لبريطانيا وبدون مقابل. ينصُّ البند السادس من المعاهدة على تخلّي الصين للمملكة المتحدة عن كافَّة الأراضي الواقعة جنوب ما يعرف اليوم بـ«الشارع الحدودي» (Boundary Street) في هونغ كونغ، وهو ما يشمل كولون وجزيرة هونغ كونغ.
من جهةٍ أخرى، قضت المعاهدة المبرمة بين روسيا والصين على تنازل مملكة تشينغ عن أجزاءٍ من إقليم منشوريا الخارجية للإمبراطورية الروسية، إضافةً إلى جزءٍ من منطقة بريمورسكي كراي.